# 옘틀란드주

옘틀란드 주의 문장

옘틀란드 주의 위치

옘틀란드주(스웨덴어: Jämtland län)는 스웨덴 서부에 위치한 주로 주도는 외스테르순드이며 면적은 49,444km2, 인구는 126,573명(2011년 기준)이다. 남쪽으로는 달라르나주, 남동쪽으로는 예블레보리주, 동쪽으로는 베스테르노를란드주, 북쪽으로는 베스테르보텐주와 접하며 서쪽으로는 노르웨이와 국경을 접한다.

## 자치시

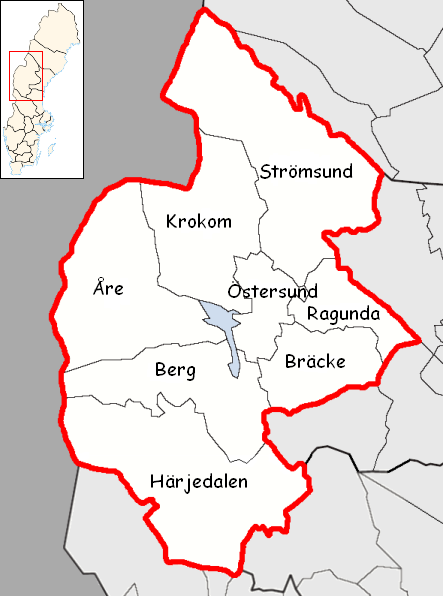
옘틀란드 주의 자치시

옘틀란드주는 8개 자치시로 구성되어 있다.
- 베리시 (Berg)
- 브레케시 (Bräcke)
- 헤리에달렌시 (Härjedalen)
- 크로콤시 (Krokom)
- 라군다시 (Ragunda)
- 스트룀순드시 (Strömsund)
- 오레시 (Åre)
- 외스테르순드시 (Östersund)

## 같이 보기
- 옘틀란드 공화국